# Tupac Shakur/Auszeichnungen für Musikverkäufe

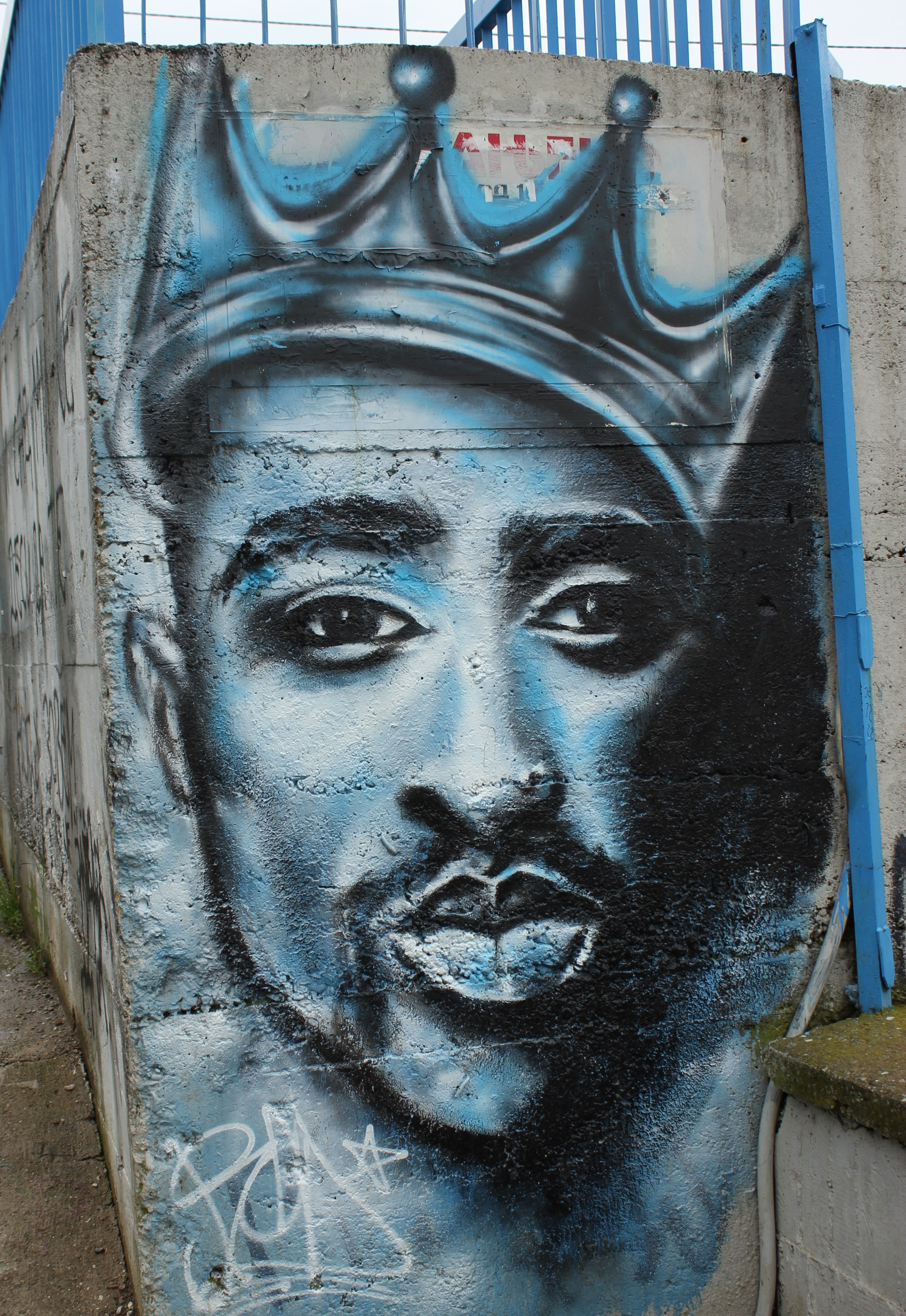
Tupac Shakur, Graffiti

Dies ist eine Übersicht über die Auszeichnungen für Musikverkäufe des US-amerikanischen Rappers Tupac Shakur. Die Auszeichnungen finden sich nach ihrer Art (Gold, Platin usw.), nach Staaten getrennt in chronologischer Reihenfolge, geordnet sowie nach den Tonträgern selbst, ebenfalls in chronologischer Reihenfolge, getrennt nach Medium (Alben, Singles usw.), wieder.

## Auszeichnungen
| - Vereinigtes Königreich - 2017: für das Album Strictly 4 My N.I.G.G.A.Z. - 2018: für das Album Best of 2Pac Part 1: Thug - 2019: für die Single Until the End of Time - 2021: für die Single Hail Mary - 2022: für die Single I Ain’t Mad at Cha - 2022: für die Single Keep Ya Head Up - 2023: für die Single 2 of Amerikaz Most Wanted - 2023: für die Single How Do U Want It - 2023: für das Album Best of 2Pac Part 2: Life - 2025: für die Single I Get Around - Australien - 1996: für die Single California Love - 1997: für die Single How Do U Want It - 1997: für das Album All Eyez on Me - 1998: für die Single Runnin’ (From tha Police) - 2006: für das Videoalbum Live at the House of Blues - 2008: für das Videoalbum Death Row: The Complete Live Performances - Belgien - 1999: für die Single Changes - 1999: für das Album Greatest Hits - Dänemark - 2020: für die Single Ghetto Gospel - 2021: für das Lied All Eyez on Me - 2023: für das Lied Hit ’Em Up - 2023: für die Single California Love - Deutschland - 1999: für die Single Changes - 2002: für das Album Greatest Hits - 2018: für die Single Ghetto Gospel - 2023: für das Lied Ambitionz az a Ridah - 2023: für die Single California Love - 2024: für das Lied All Eyez on Me - Frankreich - 2002: für das Album Greatest Hits - Italien - 2023: für das Lied All Eyez on Me - 2023: für die Single California Love - 2023: für die Single Changes - 2024: für das Lied Ambitionz az a Ridah - 2024: für das Lied Hit ’Em Up - 2024: für das Album All Eyez on Me - Kanada - 1996: für das Album The Don Killuminati: The 7 Day Theory - 2000: für das Album Still I Rise - 2009: für die Single California Love - Neuseeland - 1997: für die Single I Ain’t Mad at Cha - 1997: für die Single Toss It Up - 1997: für die Single Runnin’ (From tha Police) - 2000: für das Album Still I Rise - 2001: für das Album Until the End of Time - 2003: für das Album The Prophet: The Best of the Works - 2005: für das Album Loyal to the Game - 2008: für das Videoalbum Live at the House of Blues - 2024: für das Album Strictly 4 My N.I.G.G.A.Z. - 2024: für das Album Me Against the World - 2024: für das Album R U Still Down? (Remember Me) - Niederlande - 1999: für das Album R U Still Down? (Remember Me) - 1999: für die Single Changes - Norwegen - 1996: für die Single California Love - Polen - 1999: für das Album Greatest Hits - Schweiz - 1999: für die Single Changes - 2002: für das Album Greatest Hits - Spanien - 2024: für das Lied All Eyez on Me - Vereinigte Staaten - 1995: für das Album 2Pacalypse Now - 1998: für die Single Do for Love - Vereinigtes Königreich - 2005: für das Album Loyal to the Game - 2007: für das Videoalbum Live at the House of Blues - 2013: für das Videoalbum Thug Immortal - 2013: für das Album Until the End of Time - 2013: für das Album Tupac: Resurrection - 2013: für das Album R U Still Down? (Remember Me) - 2013: für das Album Better Dayz - 2013: für das Videoalbum Thug Angel – The Life of an Outlaw - 2013: für das Album Me Against the World - 2014: für das Album Still I Rise - 2023: für das Album The Don Killuminati: The 7 Day Theory - 2023: für das Lied All Eyez on Me - 2024: für die Single Dear Mama | - Australien - 2005: für die Single Ghetto Gospel - Dänemark - 2023: für die Single Changes - 2025: für das Lied Ambitionz az a Ridah - Kanada - 1996: für das Album All Eyez on Me - 1999: für das Album Greatest Hits - Neuseeland - 1999: für das Album Greatest Hits - 2022: für die Single 2 of Amerikaz Most Wanted - Niederlande - 1999: für das Album Greatest Hits - 2025: für das Album All Eyez on Me - Schweden - 1999: für die Single Changes - Vereinigte Staaten - 1995: für das Album Strictly 4 My N.I.G.G.A.Z. - 2000: für das Album Still I Rise - 2003: für das Album Tupac: Resurrection - 2005: für das Videoalbum Thug Angel – The Life of an Outlaw - 2005: für das Album Loyal to the Game - 2006: für das Videoalbum Live at the House of Blues - 2021: für die Single I Get Around - 2021: für die Single Keep Ya Head Up - Vereinigtes Königreich - 2013: für das Videoalbum Resurrection - 2013: für das Videoalbum Biggie & Tupac - 2014: für das Album All Eyez on Me - 2018: für die Single Ghetto Gospel - 2022: für die Single California Love - 2024: für das Lied Hit ’Em Up - 2024: für das Lied Ambitionz az a Ridah - 2025: für die Single Do for Love | - Australien - 2007: für das Videoalbum Thug Angel – The Life of an Outlaw - 2011: für das Album Greatest Hits - Dänemark - 2023: für das Album All Eyez on Me - 2023: für das Album Greatest Hits - Kanada - 2001: für das Album Until the End of Time - Neuseeland - 2024: für die Single Ghetto Gospel - 2024: für die Single How Do U Want It - 2024: für die Single Dear Mama - 2024: für die Single Keep Ya Head Up - Vereinigte Staaten - 1995: für das Album Me Against the World - 1996: für die Single California Love - Vereinigtes Königreich - 2023: für die Single Changes - Kanada - 2003: für das Album Better Dayz - Neuseeland - 2023: für die Single Changes - 2023: für das Lied Ambitionz az a Ridah - 2025: für das Album All Eyez on Me - Vereinigte Staaten - 2014: für das Album Better Dayz - 2021: für die Single Dear Mama - Vereinigtes Königreich - 2024: für das Album Greatest Hits - Neuseeland - 2024: für das Lied Hit ’Em Up - Vereinigte Staaten - 1997: für das Album R U Still Down? (Remember Me) - 1999: für das Album The Don Killuminati: The 7 Day Theory - 2014: für das Album Until the End of Time - Neuseeland - 2025: für die Single California Love - Vereinigte Staaten - 2011: für das Album Greatest Hits - 2014: für das Album All Eyez on Me |

## Auszeichnungen nach Alben

### 2Pacalypse Now
| Land/Region               | Auszeichnungen für Musikverkäufe (Land/Region, Auszeichnung, Verkäufe) | Verkäufe |
| ------------------------- | ---------------------------------------------------------------------- | -------- |
| Vereinigte Staaten (RIAA) | Gold                                                                   | 900.000  |
| Insgesamt                 | 1× Gold ·                                                              | 900.000  |

### Strictly 4 My N.I.G.G.A.Z.
| Land/Region                  | Auszeichnungen für Musikverkäufe (Land/Region, Auszeichnung, Verkäufe) | Verkäufe  |
| ---------------------------- | ---------------------------------------------------------------------- | --------- |
| Neuseeland (RMNZ)            | Gold                                                                   | 7.500     |
| Vereinigte Staaten (RIAA)    | Platin                                                                 | 1.600.000 |
| Vereinigtes Königreich (BPI) | Silber                                                                 | 60.000    |
| Insgesamt                    | 1× Silber · 1× Gold · 1× Platin ·                                      | 1.667.500 |

### Thug Life: Volume 1
| Land/Region               | Auszeichnungen für Musikverkäufe (Land/Region, Auszeichnung, Verkäufe) | Verkäufe |
| ------------------------- | ---------------------------------------------------------------------- | -------- |
| Vereinigte Staaten (RIAA) | —                                                                      | 400.000  |
| Insgesamt                 | —                                                                      | 400.000  |

### Me Against the World
| Land/Region                  | Auszeichnungen für Musikverkäufe (Land/Region, Auszeichnung, Verkäufe) | Verkäufe  |
| ---------------------------- | ---------------------------------------------------------------------- | --------- |
| Neuseeland (RMNZ)            | Gold                                                                   | 7.500     |
| Vereinigte Staaten (RIAA)    | 2× Platin                                                              | 3.500.000 |
| Vereinigtes Königreich (BPI) | Gold                                                                   | 100.000   |
| Insgesamt                    | 2× Gold · 2× Platin ·                                                  | 3.607.500 |

### All Eyez on Me
| Land/Region                  | Auszeichnungen für Musikverkäufe (Land/Region, Auszeichnung, Verkäufe) | Verkäufe  |
| ---------------------------- | ---------------------------------------------------------------------- | --------- |
| Australien (ARIA)            | Gold                                                                   | 35.000    |
| Dänemark (IFPI)              | 2× Platin                                                              | 40.000    |
| Italien (FIMI)               | Gold                                                                   | 25.000    |
| Kanada (MC)                  | Platin                                                                 | 100.000   |
| Neuseeland (RMNZ)            | 3× Platin                                                              | 45.000    |
| Niederlande (NVPI)           | Platin                                                                 | 30.000    |
| Vereinigte Staaten (RIAA)    | Diamant                                                                | 5.800.000 |
| Vereinigtes Königreich (BPI) | Platin                                                                 | 300.000   |
| Insgesamt                    | 2× Gold · 8× Platin · 1× Diamant ·                                     | 6.375.000 |

### The Don Killuminati: The 7 Day Theory
| Land/Region                  | Auszeichnungen für Musikverkäufe (Land/Region, Auszeichnung, Verkäufe) | Verkäufe  |
| ---------------------------- | ---------------------------------------------------------------------- | --------- |
| Kanada (MC)                  | Gold                                                                   | 50.000    |
| Vereinigte Staaten (RIAA)    | 4× Platin                                                              | 4.000.000 |
| Vereinigtes Königreich (BPI) | Gold                                                                   | 100.000   |
| Insgesamt                    | 2× Gold · 4× Platin ·                                                  | 4.150.000 |

### R U Still Down? (Remember Me)
| Land/Region                  | Auszeichnungen für Musikverkäufe (Land/Region, Auszeichnung, Verkäufe) | Verkäufe  |
| ---------------------------- | ---------------------------------------------------------------------- | --------- |
| Neuseeland (RMNZ)            | Gold                                                                   | 7.500     |
| Niederlande (NVPI)           | Gold                                                                   | 50.000    |
| Vereinigte Staaten (RIAA)    | 4× Platin                                                              | 2.100.000 |
| Vereinigtes Königreich (BPI) | Gold                                                                   | 100.000   |
| Insgesamt                    | 3× Gold · 4× Platin ·                                                  | 2.257.500 |

### In His Own Words
| Land/Region               | Auszeichnungen für Musikverkäufe (Land/Region, Auszeichnung, Verkäufe) | Verkäufe |
| ------------------------- | ---------------------------------------------------------------------- | -------- |
| Vereinigte Staaten (RIAA) | —                                                                      | 250.000  |
| Insgesamt                 | —                                                                      | 250.000  |

### Greatest Hits
| Land/Region                  | Auszeichnungen für Musikverkäufe (Land/Region, Auszeichnung, Verkäufe) | Verkäufe  |
| ---------------------------- | ---------------------------------------------------------------------- | --------- |
| Australien (ARIA)            | 2× Platin                                                              | 140.000   |
| Belgien (BRMA)               | Gold                                                                   | 25.000    |
| Dänemark (IFPI)              | 2× Platin                                                              | 40.000    |
| Deutschland (BVMI)           | Gold                                                                   | 250.000   |
| Frankreich (SNEP)            | Gold                                                                   | 100.000   |
| Kanada (MC)                  | Platin                                                                 | 100.000   |
| Neuseeland (RMNZ)            | Platin                                                                 | 15.000    |
| Niederlande (NVPI)           | Platin                                                                 | 100.000   |
| Polen (ZPAV)                 | Gold                                                                   | 50.000    |
| Schweiz (IFPI)               | Gold                                                                   | 25.000    |
| Vereinigte Staaten (RIAA)    | Diamant                                                                | 5.000.000 |
| Vereinigtes Königreich (BPI) | 3× Platin                                                              | 900.000   |
| Insgesamt                    | 5× Gold · 10× Platin · 1× Diamant ·                                    | 6.745.000 |

### Still I Rise
| Land/Region                  | Auszeichnungen für Musikverkäufe (Land/Region, Auszeichnung, Verkäufe) | Verkäufe  |
| ---------------------------- | ---------------------------------------------------------------------- | --------- |
| Kanada (MC)                  | Gold                                                                   | 50.000    |
| Neuseeland (RMNZ)            | Gold                                                                   | 7.500     |
| Vereinigte Staaten (RIAA)    | Platin                                                                 | 1.600.000 |
| Vereinigtes Königreich (BPI) | Gold                                                                   | 100.000   |
| Insgesamt                    | 3× Gold · 1× Platin ·                                                  | 1.757.500 |

### The Lost Tapes
| Land/Region               | Auszeichnungen für Musikverkäufe (Land/Region, Auszeichnung, Verkäufe) | Verkäufe |
| ------------------------- | ---------------------------------------------------------------------- | -------- |
| Vereinigte Staaten (RIAA) | —                                                                      | 150.000  |
| Insgesamt                 | —                                                                      | 150.000  |

### Until the End of Time
| Land/Region                  | Auszeichnungen für Musikverkäufe (Land/Region, Auszeichnung, Verkäufe) | Verkäufe  |
| ---------------------------- | ---------------------------------------------------------------------- | --------- |
| Kanada (MC)                  | 2× Platin                                                              | 200.000   |
| Neuseeland (RMNZ)            | Gold                                                                   | 7.500     |
| Vereinigte Staaten (RIAA)    | 4× Platin                                                              | 2.200.000 |
| Vereinigtes Königreich (BPI) | Gold                                                                   | 100.000   |
| Insgesamt                    | 2× Gold · 6× Platin ·                                                  | 2.507.500 |

### Better Dayz
| Land/Region                  | Auszeichnungen für Musikverkäufe (Land/Region, Auszeichnung, Verkäufe) | Verkäufe  |
| ---------------------------- | ---------------------------------------------------------------------- | --------- |
| Kanada (MC)                  | 3× Platin                                                              | 300.000   |
| Vereinigte Staaten (RIAA)    | 3× Platin                                                              | 1.700.000 |
| Vereinigtes Königreich (BPI) | Gold                                                                   | 100.000   |
| Insgesamt                    | 1× Gold · 6× Platin ·                                                  | 2.100.000 |

### The Prophet: The Best of the Works
| Land/Region       | Auszeichnungen für Musikverkäufe (Land/Region, Auszeichnung, Verkäufe) | Verkäufe |
| ----------------- | ---------------------------------------------------------------------- | -------- |
| Neuseeland (RMNZ) | Gold                                                                   | 7.500    |
| Insgesamt         | 1× Gold ·                                                              | 7.500    |

### Tupac: Resurrection
| Land/Region                  | Auszeichnungen für Musikverkäufe (Land/Region, Auszeichnung, Verkäufe) | Verkäufe  |
| ---------------------------- | ---------------------------------------------------------------------- | --------- |
| Vereinigte Staaten (RIAA)    | Platin                                                                 | 1.600.000 |
| Vereinigtes Königreich (BPI) | Gold                                                                   | 100.000   |
| Insgesamt                    | 1× Gold · 1× Platin ·                                                  | 1.700.000 |

### 2Pac Live
| Land/Region               | Auszeichnungen für Musikverkäufe (Land/Region, Auszeichnung, Verkäufe) | Verkäufe |
| ------------------------- | ---------------------------------------------------------------------- | -------- |
| Vereinigte Staaten (RIAA) | —                                                                      | 475.000  |
| Insgesamt                 | —                                                                      | 475.000  |

### Loyal to the Game
| Land/Region                  | Auszeichnungen für Musikverkäufe (Land/Region, Auszeichnung, Verkäufe) | Verkäufe  |
| ---------------------------- | ---------------------------------------------------------------------- | --------- |
| Neuseeland (RMNZ)            | Gold                                                                   | 7.500     |
| Vereinigte Staaten (RIAA)    | Platin                                                                 | 1.200.000 |
| Vereinigtes Königreich (BPI) | Gold                                                                   | 100.000   |
| Insgesamt                    | 2× Gold · 1× Platin ·                                                  | 1.307.500 |

### Live at the House of Blues
| Land/Region               | Auszeichnungen für Musikverkäufe (Land/Region, Auszeichnung, Verkäufe) | Verkäufe |
| ------------------------- | ---------------------------------------------------------------------- | -------- |
| Vereinigte Staaten (RIAA) | —                                                                      | 500.000  |
| Insgesamt                 | —                                                                      | 500.000  |

### Pac’s Life
| Land/Region               | Auszeichnungen für Musikverkäufe (Land/Region, Auszeichnung, Verkäufe) | Verkäufe |
| ------------------------- | ---------------------------------------------------------------------- | -------- |
| Vereinigte Staaten (RIAA) | —                                                                      | 500.000  |
| Insgesamt                 | —                                                                      | 500.000  |

### Best of 2Pac Part 1: Thug
| Land/Region                  | Auszeichnungen für Musikverkäufe (Land/Region, Auszeichnung, Verkäufe) | Verkäufe |
| ---------------------------- | ---------------------------------------------------------------------- | -------- |
| Vereinigte Staaten (RIAA)    | —                                                                      | 210.000  |
| Vereinigtes Königreich (BPI) | Silber                                                                 | 60.000   |
| Insgesamt                    | 1× Silber ·                                                            | 270.000  |

### Best of 2Pac Part 2: Life
| Land/Region                  | Auszeichnungen für Musikverkäufe (Land/Region, Auszeichnung, Verkäufe) | Verkäufe |
| ---------------------------- | ---------------------------------------------------------------------- | -------- |
| Vereinigte Staaten (RIAA)    | —                                                                      | 130.000  |
| Vereinigtes Königreich (BPI) | Silber                                                                 | 60.000   |
| Insgesamt                    | 1× Silber ·                                                            | 190.000  |

## Auszeichnungen nach Singles

### I Get Around
| Land/Region                  | Auszeichnungen für Musikverkäufe (Land/Region, Auszeichnung, Verkäufe) | Verkäufe  |
| ---------------------------- | ---------------------------------------------------------------------- | --------- |
| Vereinigte Staaten (RIAA)    | Platin                                                                 | 1.000.000 |
| Vereinigtes Königreich (BPI) | Silber                                                                 | 200.000   |
| Insgesamt                    | 1× Silber · 1× Platin ·                                                | 1.200.000 |

### Keep Ya Head Up
| Land/Region                  | Auszeichnungen für Musikverkäufe (Land/Region, Auszeichnung, Verkäufe) | Verkäufe  |
| ---------------------------- | ---------------------------------------------------------------------- | --------- |
| Neuseeland (RMNZ)            | 2× Platin                                                              | 60.000    |
| Vereinigte Staaten (RIAA)    | Platin                                                                 | 1.000.000 |
| Vereinigtes Königreich (BPI) | Silber                                                                 | 200.000   |
| Insgesamt                    | 1× Silber · 3× Platin ·                                                | 1.260.000 |

### Dear Mama
| Land/Region                  | Auszeichnungen für Musikverkäufe (Land/Region, Auszeichnung, Verkäufe) | Verkäufe  |
| ---------------------------- | ---------------------------------------------------------------------- | --------- |
| Neuseeland (RMNZ)            | 2× Platin                                                              | 60.000    |
| Vereinigte Staaten (RIAA)    | 3× Platin                                                              | 3.000.000 |
| Vereinigtes Königreich (BPI) | Gold                                                                   | 400.000   |
| Insgesamt                    | 1× Gold · 5× Platin ·                                                  | 3.460.000 |

### California Love
| Land/Region                  | Auszeichnungen für Musikverkäufe (Land/Region, Auszeichnung, Verkäufe) | Verkäufe  |
| ---------------------------- | ---------------------------------------------------------------------- | --------- |
| Australien (ARIA)            | Gold                                                                   | 35.000    |
| Dänemark (IFPI)              | Gold                                                                   | 45.000    |
| Deutschland (BVMI)           | Gold                                                                   | 300.000   |
| Italien (FIMI)               | Gold                                                                   | 50.000    |
| Kanada (MC)                  | Gold                                                                   | 20.000    |
| Neuseeland (RMNZ)            | 5× Platin                                                              | 150.000   |
| Norwegen (IFPI)              | Gold                                                                   | 10.000    |
| Vereinigte Staaten (RIAA)    | 2× Platin                                                              | 2.000.000 |
| Vereinigtes Königreich (BPI) | Platin                                                                 | 600.000   |
| Insgesamt                    | 6× Gold · 8× Platin ·                                                  | 3.210.000 |

### How Do U Want It
| Land/Region                  | Auszeichnungen für Musikverkäufe (Land/Region, Auszeichnung, Verkäufe) | Verkäufe |
| ---------------------------- | ---------------------------------------------------------------------- | -------- |
| Australien (ARIA)            | Gold                                                                   | 35.000   |
| Neuseeland (RMNZ)            | 2× Platin                                                              | 60.000   |
| Vereinigtes Königreich (BPI) | Silber                                                                 | 200.000  |
| Insgesamt                    | 1× Silber · 1× Gold · 2× Platin ·                                      | 295.000  |

### 2 of Amerikaz Most Wanted
| Land/Region                  | Auszeichnungen für Musikverkäufe (Land/Region, Auszeichnung, Verkäufe) | Verkäufe |
| ---------------------------- | ---------------------------------------------------------------------- | -------- |
| Neuseeland (RMNZ)            | Platin                                                                 | 30.000   |
| Vereinigtes Königreich (BPI) | Silber                                                                 | 200.000  |
| Insgesamt                    | 1× Silber · 1× Platin ·                                                | 230.000  |

### I Ain’t Mad at Cha
| Land/Region                  | Auszeichnungen für Musikverkäufe (Land/Region, Auszeichnung, Verkäufe) | Verkäufe |
| ---------------------------- | ---------------------------------------------------------------------- | -------- |
| Neuseeland (RMNZ)            | Gold                                                                   | 5.000    |
| Vereinigtes Königreich (BPI) | Silber                                                                 | 200.000  |
| Insgesamt                    | 1× Silber · 1× Gold ·                                                  | 205.000  |

### Toss It Up
| Land/Region       | Auszeichnungen für Musikverkäufe (Land/Region, Auszeichnung, Verkäufe) | Verkäufe |
| ----------------- | ---------------------------------------------------------------------- | -------- |
| Neuseeland (RMNZ) | Gold                                                                   | 5.000    |
| Insgesamt         | 1× Gold ·                                                              | 5.000    |

### Runnin’ (From tha Police)
| Land/Region       | Auszeichnungen für Musikverkäufe (Land/Region, Auszeichnung, Verkäufe) | Verkäufe |
| ----------------- | ---------------------------------------------------------------------- | -------- |
| Australien (ARIA) | Gold                                                                   | 35.000   |
| Neuseeland (RMNZ) | Gold                                                                   | 5.000    |
| Insgesamt         | 2× Gold ·                                                              | 40.000   |

### Hail Mary
| Land/Region                  | Auszeichnungen für Musikverkäufe (Land/Region, Auszeichnung, Verkäufe) | Verkäufe |
| ---------------------------- | ---------------------------------------------------------------------- | -------- |
| Vereinigtes Königreich (BPI) | Silber                                                                 | 200.000  |
| Insgesamt                    | 1× Silber ·                                                            | 200.000  |

### Do for Love
| Land/Region                  | Auszeichnungen für Musikverkäufe (Land/Region, Auszeichnung, Verkäufe) | Verkäufe  |
| ---------------------------- | ---------------------------------------------------------------------- | --------- |
| Vereinigte Staaten (RIAA)    | Gold                                                                   | 500.000   |
| Vereinigtes Königreich (BPI) | Platin                                                                 | 600.000   |
| Insgesamt                    | 1× Gold · 1× Platin ·                                                  | 1.100.000 |

### Changes
| Land/Region                  | Auszeichnungen für Musikverkäufe (Land/Region, Auszeichnung, Verkäufe) | Verkäufe  |
| ---------------------------- | ---------------------------------------------------------------------- | --------- |
| Belgien (BRMA)               | Gold                                                                   | 25.000    |
| Dänemark (IFPI)              | Platin                                                                 | 90.000    |
| Deutschland (BVMI)           | Gold                                                                   | 250.000   |
| Italien (FIMI)               | Gold                                                                   | 50.000    |
| Neuseeland (RMNZ)            | 3× Platin                                                              | 90.000    |
| Niederlande (NVPI)           | Gold                                                                   | 50.000    |
| Schweden (IFPI)              | Platin                                                                 | 30.000    |
| Schweiz (IFPI)               | Gold                                                                   | 25.000    |
| Vereinigtes Königreich (BPI) | 2× Platin                                                              | 1.200.000 |
| Insgesamt                    | 5× Gold · 7× Platin ·                                                  | 1.810.000 |

### Until the End of Time
| Land/Region                  | Auszeichnungen für Musikverkäufe (Land/Region, Auszeichnung, Verkäufe) | Verkäufe |
| ---------------------------- | ---------------------------------------------------------------------- | -------- |
| Vereinigtes Königreich (BPI) | Silber                                                                 | 200.000  |
| Insgesamt                    | 1× Silber ·                                                            | 200.000  |

### Ghetto Gospel
| Land/Region                  | Auszeichnungen für Musikverkäufe (Land/Region, Auszeichnung, Verkäufe) | Verkäufe |
| ---------------------------- | ---------------------------------------------------------------------- | -------- |
| Australien (ARIA)            | Platin                                                                 | 70.000   |
| Dänemark (IFPI)              | Gold                                                                   | 45.000   |
| Deutschland (BVMI)           | Gold                                                                   | 150.000  |
| Neuseeland (RMNZ)            | 2× Platin                                                              | 60.000   |
| Vereinigtes Königreich (BPI) | Platin                                                                 | 600.000  |
| Insgesamt                    | 2× Gold · 4× Platin ·                                                  | 925.000  |

## Auszeichnungen nach Liedern

### Ambitionz az a Ridah
| Land/Region                  | Auszeichnungen für Musikverkäufe (Land/Region, Auszeichnung, Verkäufe) | Verkäufe  |
| ---------------------------- | ---------------------------------------------------------------------- | --------- |
| Dänemark (IFPI)              | Platin                                                                 | 90.000    |
| Deutschland (BVMI)           | Gold                                                                   | 250.000   |
| Italien (FIMI)               | Gold                                                                   | 50.000    |
| Neuseeland (RMNZ)            | 3× Platin                                                              | 90.000    |
| Vereinigtes Königreich (BPI) | Platin                                                                 | 600.000   |
| Insgesamt                    | 2× Gold · 5× Platin ·                                                  | 1.080.000 |

### All Eyez on Me
| Land/Region                  | Auszeichnungen für Musikverkäufe (Land/Region, Auszeichnung, Verkäufe) | Verkäufe |
| ---------------------------- | ---------------------------------------------------------------------- | -------- |
| Dänemark (IFPI)              | Gold                                                                   | 45.000   |
| Deutschland (BVMI)           | Gold                                                                   | 300.000  |
| Italien (FIMI)               | Gold                                                                   | 50.000   |
| Spanien (Promusicae)         | Gold                                                                   | 30.000   |
| Vereinigtes Königreich (BPI) | Gold                                                                   | 400.000  |
| Insgesamt                    | 5× Gold ·                                                              | 825.000  |

### Hit ’Em Up
| Land/Region                  | Auszeichnungen für Musikverkäufe (Land/Region, Auszeichnung, Verkäufe) | Verkäufe |
| ---------------------------- | ---------------------------------------------------------------------- | -------- |
| Dänemark (IFPI)              | Gold                                                                   | 45.000   |
| Italien (FIMI)               | Gold                                                                   | 50.000   |
| Neuseeland (RMNZ)            | 4× Platin                                                              | 120.000  |
| Vereinigtes Königreich (BPI) | Platin                                                                 | 600.000  |
| Insgesamt                    | 2× Gold · 5× Platin ·                                                  | 815.000  |

## Auszeichnungen nach Videoalben

### Thug Immortal
| Land/Region                  | Auszeichnungen für Musikverkäufe (Land/Region, Auszeichnung, Verkäufe) | Verkäufe |
| ---------------------------- | ---------------------------------------------------------------------- | -------- |
| Vereinigtes Königreich (BPI) | Gold                                                                   | 25.000   |
| Insgesamt                    | 1× Gold ·                                                              | 25.000   |

### Thug Angel – The Life of an Outlaw
| Land/Region                  | Auszeichnungen für Musikverkäufe (Land/Region, Auszeichnung, Verkäufe) | Verkäufe |
| ---------------------------- | ---------------------------------------------------------------------- | -------- |
| Australien (ARIA)            | 2× Platin                                                              | 30.000   |
| Vereinigte Staaten (RIAA)    | Platin                                                                 | 100.000  |
| Vereinigtes Königreich (BPI) | Gold                                                                   | 25.000   |
| Insgesamt                    | 1× Gold · 3× Platin ·                                                  | 155.000  |

### Live at the House of Blues
| Land/Region                  | Auszeichnungen für Musikverkäufe (Land/Region, Auszeichnung, Verkäufe) | Verkäufe |
| ---------------------------- | ---------------------------------------------------------------------- | -------- |
| Australien (ARIA)            | Gold                                                                   | 7.500    |
| Neuseeland (RMNZ)            | Gold                                                                   | 2.500    |
| Vereinigte Staaten (RIAA)    | Platin                                                                 | 100.000  |
| Vereinigtes Königreich (BPI) | Gold                                                                   | 25.000   |
| Insgesamt                    | 3× Gold · 1× Platin ·                                                  | 135.000  |

### Death Row: The Complete Live Performances
| Land/Region       | Auszeichnungen für Musikverkäufe (Land/Region, Auszeichnung, Verkäufe) | Verkäufe |
| ----------------- | ---------------------------------------------------------------------- | -------- |
| Australien (ARIA) | Gold                                                                   | 7.500    |
| Insgesamt         | 1× Gold ·                                                              | 7.500    |

### Biggie & Tupac
| Land/Region                  | Auszeichnungen für Musikverkäufe (Land/Region, Auszeichnung, Verkäufe) | Verkäufe |
| ---------------------------- | ---------------------------------------------------------------------- | -------- |
| Vereinigtes Königreich (BPI) | Platin                                                                 | 50.000   |
| Insgesamt                    | 1× Platin ·                                                            | 50.000   |

### Resurrection
| Land/Region                  | Auszeichnungen für Musikverkäufe (Land/Region, Auszeichnung, Verkäufe) | Verkäufe |
| ---------------------------- | ---------------------------------------------------------------------- | -------- |
| Vereinigtes Königreich (BPI) | Platin                                                                 | 50.000   |
| Insgesamt                    | 1× Platin ·                                                            | 50.000   |

## Statistik und Quellen
| Land/RegionAuszeichnungen für Musikverkäufe (Land/Region, Auszeichnungen, Verkäufe, Quellen) | Silber       | Gold       | Platin       | Diamant     | Verkäufe   | Quellen                           |
| -------------------------------------------------------------------------------------------- | ------------ | ---------- | ------------ | ----------- | ---------- | --------------------------------- |
| Australien (ARIA)                                                                            | —            | 6× Gold6   | 5× Platin5   | —           | 395.000    | aria.com.au                       |
| Belgien (BRMA)                                                                               | —            | 2× Gold2   | —            | —           | 50.000     | ultratop.be                       |
| Dänemark (IFPI)                                                                              | —            | 4× Gold4   | 6× Platin6   | —           | 440.000    | ifpi.dk DK2                       |
| Deutschland (BVMI)                                                                           | —            | 6× Gold6   | —            | —           | 1.500.000  | musikindustrie.de                 |
| Frankreich (SNEP)                                                                            | —            | Gold1      | —            | —           | 100.000    | snepmusique.com                   |
| Italien (FIMI)                                                                               | —            | 6× Gold6   | —            | —           | 275.000    | fimi.it                           |
| Kanada (MC)                                                                                  | —            | 3× Gold3   | 7× Platin7   | —           | 820.000    | musiccanada.com                   |
| Neuseeland (RMNZ)                                                                            | —            | 11× Gold11 | 28× Platin28 | —           | 850.000    | aotearoamusiccharts.co.nz NZ2 NZ3 |
| Niederlande (NVPI)                                                                           | —            | 2× Gold2   | 2× Platin2   | —           | 230.000    | nvpi.nl                           |
| Norwegen (IFPI)                                                                              | —            | Gold1      | —            | —           | 10.000     | ifpi.no                           |
| Polen (ZPAV)                                                                                 | —            | Gold1      | —            | —           | 50.000     | olis.pl                           |
| Schweden (IFPI)                                                                              | —            | —          | Platin1      | —           | 30.000     | ifpi.se                           |
| Schweiz (IFPI)                                                                               | —            | 2× Gold2   | —            | —           | 50.000     | hitparade.ch                      |
| Spanien (Promusicae)                                                                         | —            | Gold1      | —            | —           | 30.000     | elportaldemusica.es               |
| Vereinigte Staaten (RIAA)                                                                    | —            | 2× Gold2   | 30× Platin30 | 2× Diamant2 | 41.515.000 | riaa.com US2                      |
| Vereinigtes Königreich (BPI)                                                                 | 10× Silber10 | 13× Gold13 | 13× Platin13 | —           | 8.715.000  | bpi.co.uk                         |
| Insgesamt                                                                                    | 10× Silber10 | 61× Gold61 | 92× Platin92 | 2× Diamant2 |            |                                   |